# 六方晶窒化炭素

六方晶窒化炭素のダイヤグラム。この図は3次元分子の1つの層を表している。各炭素原子は4つ、窒素原子は3つの結合を持っている。上方または下方への結合は、この図には描かれていない。

六方晶窒化炭素(Beta carbon nitride、β-C3N4)は、ダイヤモンドより硬いことが予測される超硬度材料である。
この物質は、1985年にマーヴィン・コーエンとアミー・リューが初めてその存在を提唱した。結晶の結合の性質を調べると、炭素原子と窒素原子は、安定な結晶格子の比が1:1:3の、非常に短く強い結合を形成していることが分かった。この物質がダイヤモンドより硬いという予測は、1989年に初めて提唱された
。
この物質の製造は難しいと考えられ、長年の間、合成できなかったが、近年、六方晶窒化炭素の製造が達成された。例えば、ナノサイズの結晶やナノロッドは、機械化学的な過程を含む方法で合成される。